# Chi-kwadraatverdeling
De chi-kwadraatverdeling of χ2-verdeling is afgeleid van de normale verdeling en verbonden met de verdeling van de steekproefvariantie van een aselecte steekproef uit een normale verdeling. Het is de verdeling van de som van de kwadraten van {\displaystyle n} onderling onafhankelijke standaard-normaal verdeelde variabelen {\displaystyle Z_{1},\ldots ,Z_{n}}, dus van:
{\displaystyle \chi _{n}^{2}=Z_{1}^{2}+\ldots +Z_{n}^{2}}
De parameter {\displaystyle n} wordt het aantal vrijheidsgraden genoemd. De chi-kwadraatverdeling is een speciaal geval van de gamma-verdeling.

## Kansdichtheid
De kansdichtheid {\displaystyle f_{n}} van de chi-kwadraatverdeling met {\displaystyle n} vrijheidsgraden wordt voor {\displaystyle x>0} gegeven door
{\displaystyle f_{n}(x)={\frac {1}{2^{\frac {n}{2}}\Gamma ({\frac {n}{2}})}}x^{{\frac {n}{2}}-1}e^{-{\frac {x}{2}}}}
De verdelingsfunctie is:
{\displaystyle F_{n}(x)=\int _{0}^{x}{\frac {1}{2^{\frac {n}{2}}\Gamma ({\frac {n}{2}})}}z^{{\frac {n}{2}}-1}e^{-{\frac {z}{2}}}\,\mathrm {d} z=}
{\displaystyle ={\frac {1}{\Gamma ({\frac {n}{2}})}}\int _{0}^{x/2}t^{{\frac {n}{2}}-1}e^{-t}\,\mathrm {d} t={\frac {\gamma ({\frac {n}{2}},{\frac {x}{2}})}{\Gamma ({\frac {n}{2}})}}}
Daarin is {\displaystyle \gamma } de onvolledige gammafunctie.

## Eigenschappen
De verwachtingswaarde van de chi-kwadraatverdeling met {\displaystyle n} vrijheidsgraden is juist gelijk aan {\displaystyle n} en de variantie is {\displaystyle 2n}.

## Toepassing
Voor de (gebruikelijke) steekproefvariantie
{\displaystyle S^{2}={\frac {1}{n-1}}\sum _{i=1}^{n}(X_{i}-{\bar {X}})^{2}}
van een aselecte steekproef van omvang {\displaystyle n} uit een {\displaystyle N(\mu ,\sigma ^{2})}-verdeling volgt uit de stelling van Cochran dat:
{\displaystyle (n-1){\frac {S^{2}}{\sigma ^{2}}}\sim \chi _{n-1}^{2}}
Dit is geen bijzonderheid, want de chi-kwadraatverdeling is juist ontwikkeld als de verdeling van deze grootheid. Dit kan enigszins plausibel gemaakt worden door te schrijven:
{\displaystyle (n-1){\frac {S^{2}}{\sigma ^{2}}}={\frac {1}{\sigma ^{2}}}\sum _{i=1}^{n}(X_{i}-{\bar {X}})^{2}=\sum _{i=1}^{n}\left({\frac {X_{i}-\mu }{\sigma }}\right)^{2}-\left({\frac {{\bar {X}}-\mu }{\sigma /{\sqrt {n}}}}\right)^{2}=\sum _{i=1}^{n}Z_{i}^{2}-Z_{0}^{2},}
waarin alle {\displaystyle Z}'s standaardnormaal verdeeld zijn. Nu kan bewezen worden dat {\displaystyle {\bar {X}}} en {\displaystyle S^{2}} onderling onafhankelijk zijn, en dus ook {\displaystyle Z_{0}} en {\displaystyle S^{2}}.
Aangezien:
{\displaystyle Z_{0}^{2}\sim \chi _{1}^{2}}
en
{\displaystyle (n-1){\frac {S^{2}}{\sigma ^{2}}}+Z_{0}^{2}=\sum _{i=1}^{n}Z_{i}^{2}\sim \chi _{n}^{2}}
volgt het gestelde.

## Afleiding van de dichtheid
De dichtheid van de toevalsvariabele {\displaystyle \chi _{n}^{2}=X_{1}^{2}+\ldots +X_{n}^{2}}, waarin {\displaystyle X_{1},\ldots ,X_{n}} onderling onafhankelijk en standaardnormaal verdeeld zijn, volgt uit de simultane dichtheid van {\displaystyle X_{1},\ldots ,X_{n}}. Deze simultane dichtheid is het {\displaystyle n}-voudige product van de standaardnormale dichtheid:
{\displaystyle f_{X_{1},\dots ,X_{n}}(x_{1},\ldots ,x_{n})=\prod _{i=1}^{n}{\frac {e^{-{\frac {1}{2}}x_{i}^{2}}}{\sqrt {2\pi }}}=(2\pi )^{-{\frac {n}{2}}}e^{-{\frac {1}{2}}(x_{1}^{2}+\ldots +x_{n}^{2})}.}
Voor de gezochte dichtheid geldt:
{\displaystyle {\begin{aligned}f_{\chi _{n}^{2}}(z)&=\lim _{h\to 0}{\tfrac {1}{h}}P(z<\chi _{n}^{2}\leq z+h)\\&=\lim _{h\to 0}{\tfrac {1}{h}}\int \limits _{K}(2\pi )^{-{\frac {n}{2}}}e^{-{\frac {1}{2}}(x_{1}^{2}+\ldots +x_{n}^{2})}\,\mathrm {d} x_{1}\ldots \,\mathrm {d} x_{n}\\&=(2\pi )^{-{\tfrac {n}{2}}}e^{-{\frac {z}{2}}}\lim _{h\to 0}{\tfrac {1}{h}}\int \limits _{K}\,\mathrm {d} x_{1}\ldots \,\mathrm {d} x_{n}\\\end{aligned}}}
met {\displaystyle K=\{z\leq x_{1}^{2}+\ldots +x_{n}^{2}\leq z+h\}}
In de limiet is die som in de e-macht gelijk aan {\displaystyle z}, en daarom kan de e-macht buiten de integraal en voor de limiet gehaald worden.
De resterende integraal
{\displaystyle \int \limits _{K}\,\mathrm {d} x_{1}\ldots \,\mathrm {d} x_{n}=V_{n}({\sqrt {z+h}})-V_{n}({\sqrt {z}}),}
is het volume van de bolschil tussen de bol met straal {\displaystyle {\sqrt {z+h}}} en de bol met straal {\displaystyle {\sqrt {z}}}.
{\displaystyle V_{n}(R)={\frac {\pi ^{\frac {n}{2}}R^{n}}{\Gamma ({\frac {n}{2}}+1)}}}
stelt het  volume voor van de {\displaystyle n}-dimensionale bol met straal {\displaystyle R}.
Dus is: 
{\displaystyle \lim _{h\to 0}{\frac {1}{h}}\int \limits _{K}\,\mathrm {d} x_{1}\ldots \,\mathrm {d} x_{n}={\frac {\,\mathrm {d} V_{n}({\sqrt {z}})}{\,\mathrm {d} z}}={\frac {\pi ^{\tfrac {n}{2}}z^{{\tfrac {n}{2}}-1}}{\Gamma ({\tfrac {n}{2}})}}}
en na invullen in de uitdrukking voor de gezochte dichtheid volgt:
{\displaystyle f_{\chi _{n}^{2}}(z)={\frac {z^{{\frac {n}{2}}-1}e^{-{\frac {z}{2}}}}{2^{\frac {n}{2}}\Gamma ({\frac {n}{2}})}}}